# La Grand-Croix
La Grand-Croix è un comune francese di 5 147 abitanti situato nel dipartimento della Loira della regione dell'Alvernia-Rodano-Alpi.

## Società

### Evoluzione demografica
Abitanti censiti